# Migas de pan
Migas de pan é um filme de drama hispano-uruguaio de 2016 dirigido por Manane Rodriguez e escrito por Xavier Bermúdez. Foi selecionado como representante do Uruguai ao Oscar de melhor filme estrangeiro em 2017.

## Elenco
- Cecilia Roth
- Justina Bustos
- Quique Fernández
- Andrea Davidovics
- Ignacio Cawen
- Stefania Crocce